# Алис-Спрингс (малая городская территория)
Таун оф Алис-Спрингс (англ. Town of Alice Springs) — район местного самоуправления в Северной территории, Австралия. С 1971 года Алис — Спригс был объявлен муниципалитетом, 25 июля 1971 года в муниципалитет был избран городской совет. Муниципалитет находится в 1498 километрах (931 миля) к югу от Дарвина. Совет управляет площадью 410,0 квадратного километра (158,3 квадратной мили) и имеет население 23893 жителя по переписи 2006 года.

## История
Город Алис-Спрингс был основан как жилой посёлок в сельской местности на окраине города. Коренными жителями города были аборигены племени Аррернте. Европейские поселения в области датируется 1862 годом. В настоящее время мэр города Алис-Спрингс и городского совета Дамиэн Руман. Совет также содержит семь старейшин.

## Округа
| Алис-Спригс    | Эст-Сайд    | Росс       |
| Аралуен        | Флунн       | Сададен    |
| Арумбера       | Гиллэн      | Стюарт     |
| Брэйтленд      | Илпарпа     | Зэ Гэп     |
| Сиццоне        | Ирлимпе     | Вайт Гампс |
| Коннелан       | Ларапинта   | Андалуйя   |
| Дезэрт-Спрингс | Маунт-Джонс |            |